# Parafia Matki Bożej Nieustającej Pomocy w Łysej Górze
Parafia Matki Bożej Nieustającej Pomocy w Łysej Górze – parafia rzymskokatolicka, znajdująca się w diecezji tarnowskiej, w dekanacie Porąbka Uszewska.